# 清平乡 (陇川县)
清平乡，是中华人民共和国云南省德宏傣族景颇族自治州陇川县下辖的一个乡镇级行政单位。

## 行政区划
清平乡下辖以下地区：
清平村、赵家寨村、大场村、郑家寨村、陆昆村、弄龙村、广岭村、新山村和广外村。